# Emiliano Daniel Romero
Emiliano Daniel Romero (Sarandí, 9 novembre 1985) è un ex calciatore argentino, di ruolo centrocampista.